# Wittevrouwenstraat 44

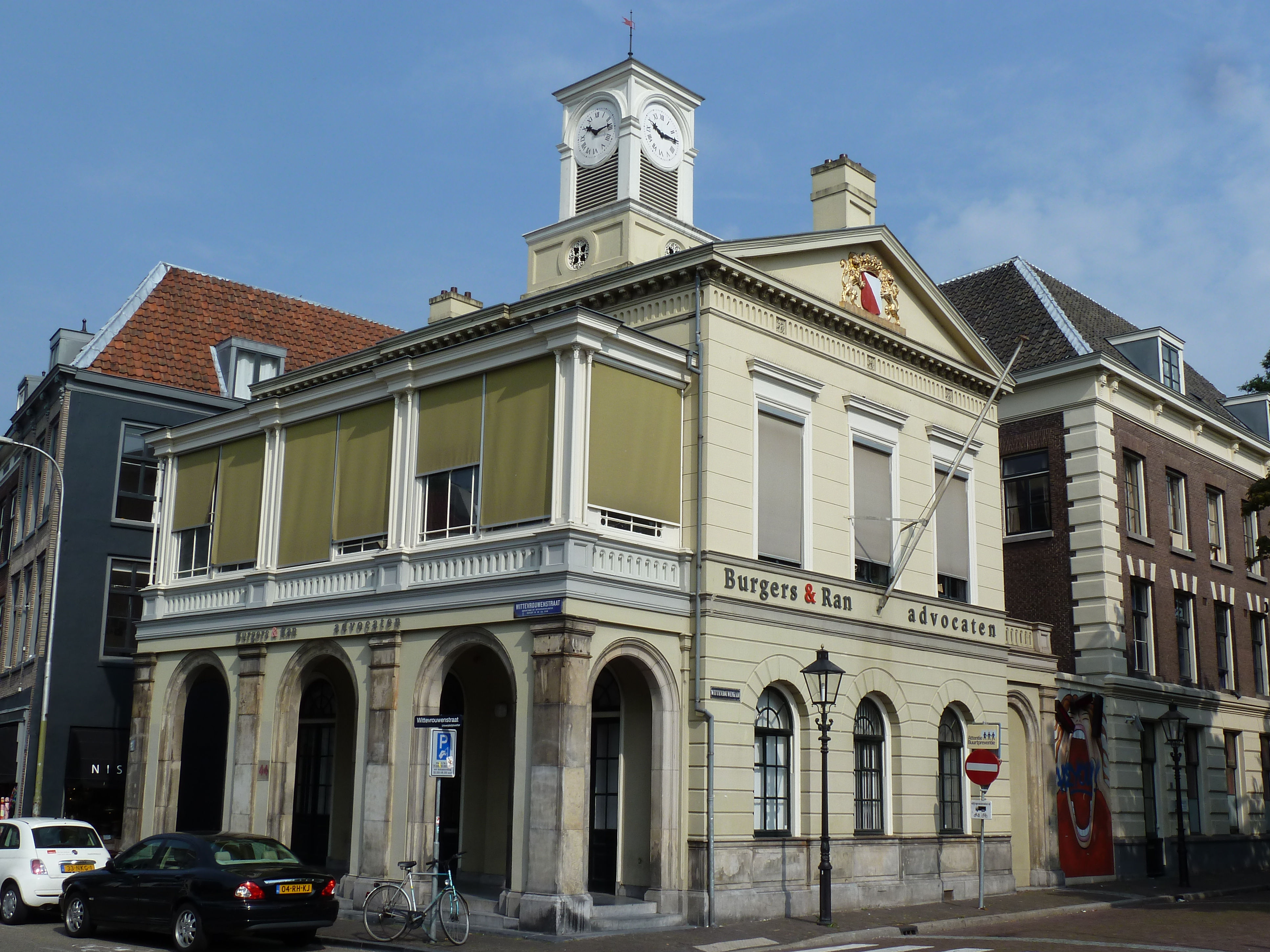
Voormalige politiebureau Wittevrouwen aan de Wittevrouwenstraat 44 te Utrecht.

Wittevrouwenstraat 44 is een rijksmonument in de stad Utrecht en bekend als voormalig politiebureau Wittevrouwen. Het pand heeft twee bouwlagen met zadeldak evenwijdig aan de Wittevrouwenstraat, bekroond met een torentje met klok.
Na de sloop van de Wittevrouwenpoort werd in 1858 naar een ontwerp in neoclassicistische stijl van de stadsarchitect C.A. Boll van Buuren het commiezenhuis gebouwd. In het klokhuis werd de Odulfusklok geplaatst, die eerder in de Salvatorkerk en de Wittevrouwenpoort hing. Het pand diende als wachthuis en kantoor der stedelijke belastingen maar verloor die functie reeds in 1865. In 1860 is het politiebureau er bij ingetrokken.
Aanvankelijk woonde boven het accijnshuis de portier. Tot 1870 was het bovenhuis verhuurd aan diverse families. De bovenwoning werd in 1870 verhuurd aan Mr A.G.J. Baron van Taets van Amerongen, onder andere buitengewoon kamerheer des Konings, daarvoor het gezin van A.G.J. Taets van Amerongen (*1806 A’dam), majoor commandant der schutterij. Tussen 1912 en 1928 heeft professor mr. J.C. Naber (hoogleraar in het Romeinse recht en zijn geschiedenis (Haarlem 1858-Utrecht 1950) er met zijn gezin gewoond. Daarna deden pensionhouders hun intrede. In 1962 zat korte tijd naaimachinehandel A.K. Richel boven het politiebureau.
Het bureau van politie breidde na 1965 uit naar het achterliggende gebouw van de voormalige Willem I kazerne, tot die tijd was Wittevrouwenkade 1 in gebruik bij het kadaster. Nadat de politiepost eind jaren 1980 sloot, werd het in gebruik genomen door een advocatenkantoor.. De gemeente Utrecht was tot enkele jaren geleden eigenaar van het pand en diende dagelijks het uurwerk op te winden. Het pand is nu in handen van de familie Ran, en zowel het uurwerk als het luiden van klok Odulphus zijn nu elektrisch bediend.
Het pand bevindt zich op de kruising Wittevrouwenkade, Biltstraat, Lucasbolwerk en Wittevrouwenstraat nabij gevangenis Wolvenplein en Wittevrouwensingel. 

## Afbeeldingen

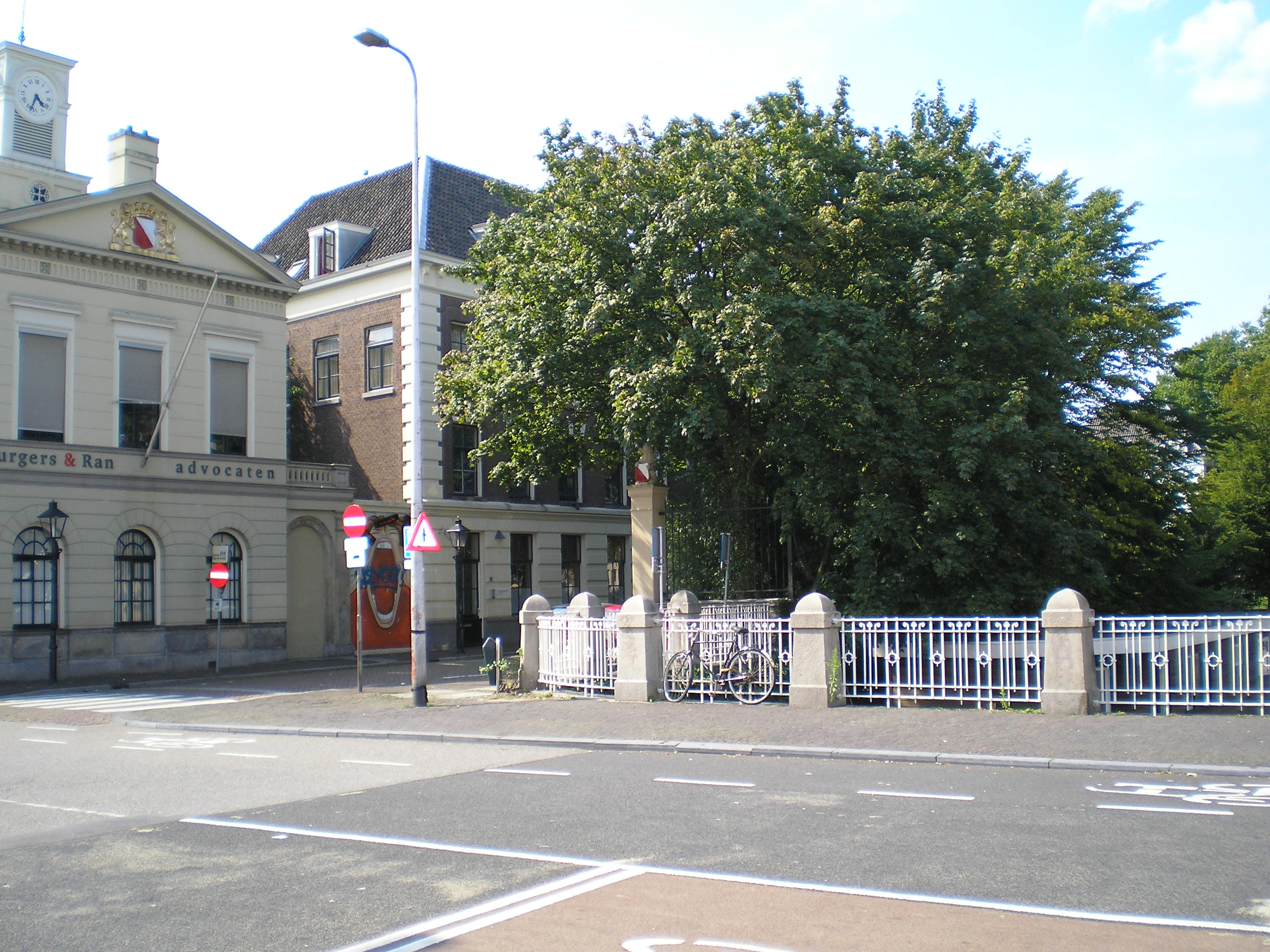
Wittevrouwenbrug met links het voormalige Wittevrouwenpolitiebureau.
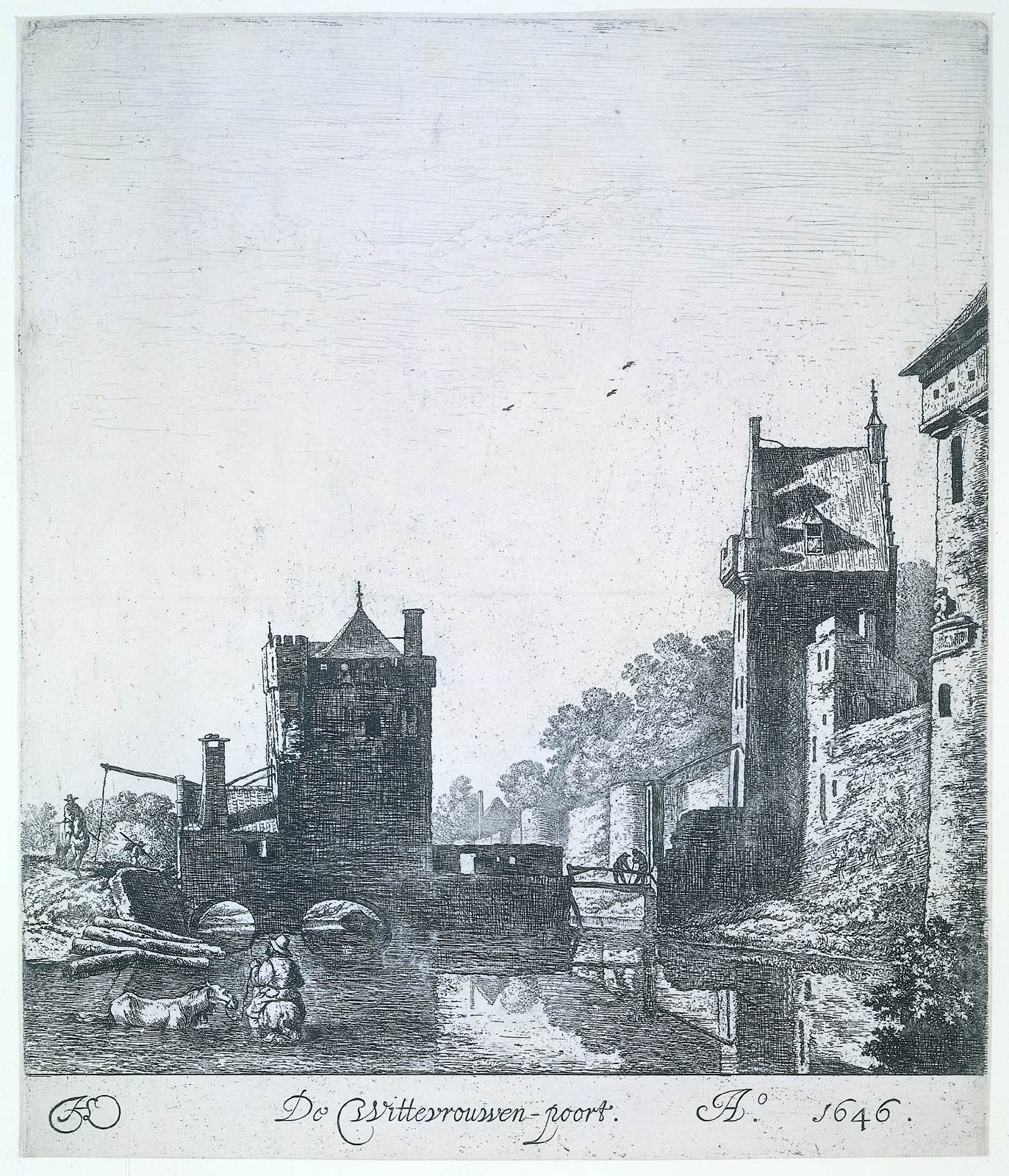
De voormalige Wittevrouwenpoort in 1646 afgebeeld door Herman Saftleven.